# 大分県道710号田野野上線
大分県道710号田野野上線（おおいたけんどう710ごう たののがみせん）は、大分県玖珠郡九重町を通る一般県道である。

## 概要
玖珠郡九重町大字田野からJR九州久大本線 野矢駅付近を通過して、玖珠郡九重町大字野上に至る。
国道210号久留米方面から大分県道・熊本県道11号別府一の宮線（やまなみハイウェイ）間のショートカットになるが、急カーブや狭隘区間がある。

### 路線データ
- 起点：大分県玖珠郡九重町大字田野[1]（大分県道・熊本県道11号別府一の宮線交点）
- 終点：大分県玖珠郡九重町大字野上[1]（野矢交差点、国道210号交点）

## 歴史
- 1973年（昭和48年）4月2日 - 大分県告示第250号により田野野上線として路線認定[2]。

## 地理

### 通過する自治体
- 玖珠郡九重町

### 交差する道路
| 交差する道路                       | 交差する場所 | 交差する場所      |
| ---------------------------------- | ------------ | ----------------- |
| 大分県道・熊本県道11号別府一の宮線 | 大字田野     | 起点              |
| 国道210号                          | 大字野上     | 野矢交差点 / 終点 |

### 交差する鉄道
- 久大本線

### 沿線
- 九重町立野矢小学校
- JR九州久大本線 野矢駅